# Winnifred Sprague Mason Huck

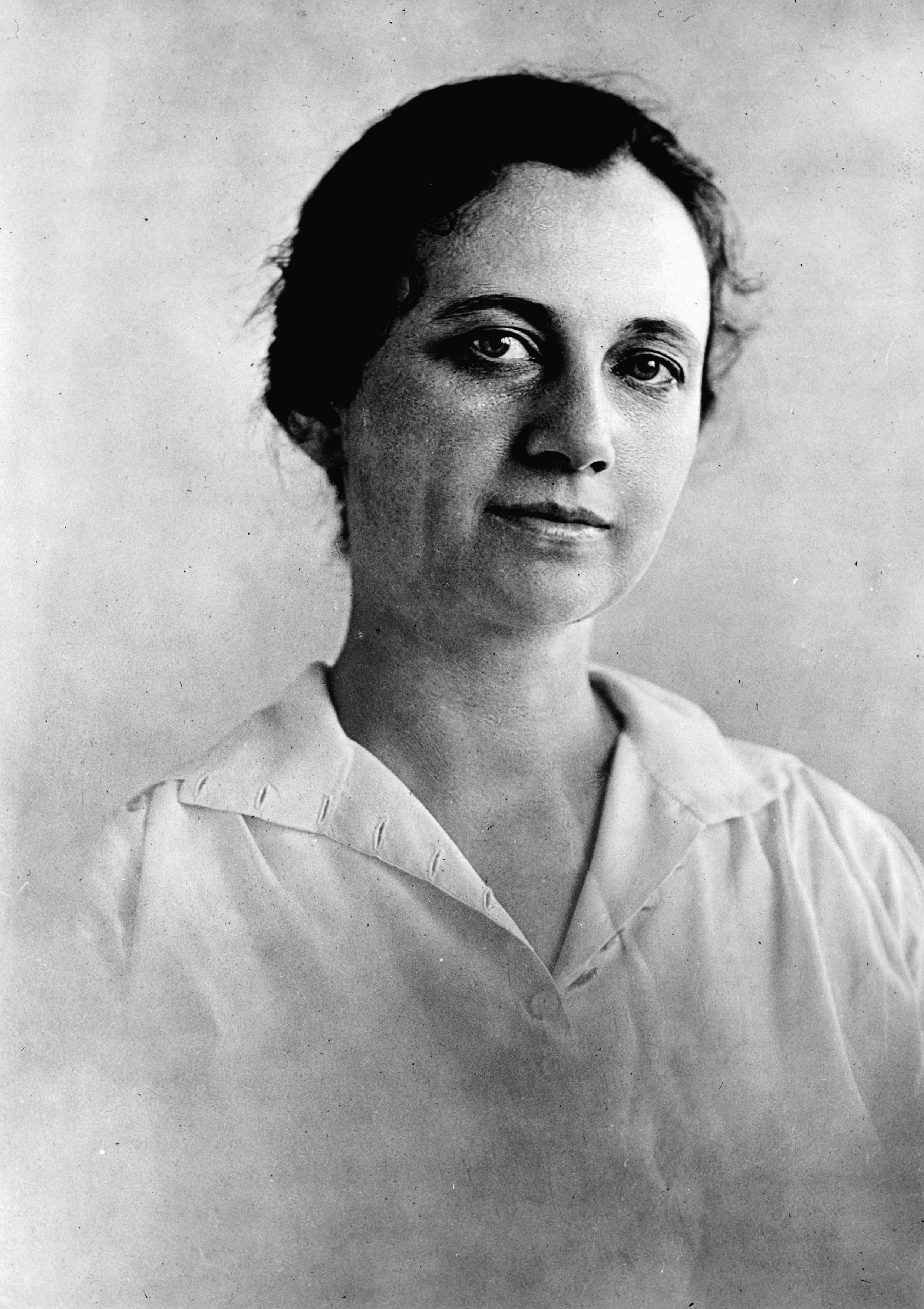
Winnifred Sprague Mason Huck

Winnifred Sprague Mason Huck (* 14. September 1882 in Chicago, Illinois; † 24. August 1936 ebenda) war eine US-amerikanische Politikerin. In den Jahren 1922 und 1923 vertrat sie den Bundesstaat Illinois im US-Repräsentantenhaus.

## Leben
Winnifred Sprague Mason, so ihr Geburtsname, war die Tochter von William E. Mason (1850–1921), der den Staat Illinois in beiden Kammern des Kongresses vertrat. Sie besuchte die öffentlichen Schulen ihrer Heimat und in Washington, D.C. Danach arbeitete sie als Sekretärin ihres Vaters. Nach dessen Tod wurde sie als Kandidatin der Republikanischen Partei im 27. Wahlbezirk von Illinois als dessen Nachfolger in den Kongress gewählt. Zwischen dem 7. November 1922 und dem 3. März 1923 beendete sie dort die laufende Legislaturperiode. Für die Wahl zur folgenden Sitzungsperiode wurde sie von den Republikanern nicht aufgestellt.
Im Jahr 1923 strebte sie ebenfalls erfolglos die Nominierung ihrer Partei für eine weitere Nachwahl in den Kongress an. Sie starb am 24. August 1936 in Chicago.